# Malmgreniella capensis
Malmgreniella capensis är en ringmaskart som först beskrevs av McIntosh 1885.  Malmgreniella capensis ingår i släktet Malmgreniella och familjen Polynoidae. Inga underarter finns listade i Catalogue of Life.